# Fabrice Trojani
Fabrice Trojani, né le 20 janvier 1978 à Suresnes, est un acteur français.
Spécialisé dans le doublage depuis plusieurs années, il prête sa voix sur de nombreuses œuvres. Il est la voix régulière d'Adam DeVine dans plusieurs films ou encore la série Modern Family.
Il est aussi présent dans les jeux vidéo notamment en étant la voix de Mirage dans Apex Legends, dans l'animation avec Ferb dans Phinéas et Ferb et Davis dans Digimon, mais aussi dans des séries télévisées comme le personnage de Hvitserk dans Vikings.
À partir d'août 2019, il est une des voix de la chaîne 6ter.

## Biographie
Il est le fils de l'acteur et écrivain Michel Bedetti et de l'actrice Perrette Pradier. Sa sœur, Vanina Pradier, est comédienne, exerçant également dans le doublage.

## Doublage

### Cinéma

#### Films d'animation
- 2000 : Digimon, le film : Davis Motomiya et Halsemon
- 2008 : Barbie et le Palais de diamant : Jeremy
- 2018 : Stubby : Olsen
- 2020 : Le Dragon argenté : Lòng[2]
- 2021 : Raya et le Dernier Dragon : Chai
- 2021 : The Witcher : Le Cauchemar du Loup : Luka
- 2022 : Bubble : Kai

### Télévision

#### Téléfilms
- Gregg Sulkin dans : 
  - Avalon High : Un amour légendaire (2012) : Will Wagner
  - Rencontre avec un vampire (2017) : Jadrien
- 2007 : Johnny Kapahala : Johnny « Pono » Kapahala (Brandon Baker)
- 2009 : Le Bateau de l'espoir : Billy (Sam Jones III)

#### Séries télévisées
- Michael Trevino dans (4 séries) :
  - Cane : La Vendetta (2007) : Jaime Vega (13 épisodes)
  - 90210 Beverly Hills : Nouvelle Génération (2008) : Ozzie Cardoza (saison 1)
  - Mentalist (2009) : Brandon Fulton (saison 1, épisode 19)
  - Les Experts (2009) : Dave Henkel (saison 5, épisode 20)

- Nate Torrence dans :
  - Studio 60 (2006-2007) : Dylan Killington (19 épisodes)
  - Hello Ladies (2013) : Wade Bailey (8 épisodes)
  - Brooklyn Nine-Nine (2014) : Super Dan (saison 1, épisode 17)

- Brendan Fletcher dans :
  - Caitlin Montana (2000-2001) : Eric Anderson (21 épisodes)
  - L'Enfer du Pacifique (2010) : le première classe Bill Layden (mini-série)

- Aaron Ashmore dans :
  - Veronica Mars (2004-2006) : Troy Vandegraff (5 épisodes)
  - Locke and Key (2020-2022) : Duncan Locke (19 épisodes)

- Drew Tyler Bell dans :
  - Desperate Housewives (2008) : Charlie (saison 5, épisode 7)
  - Amour, Gloire et Beauté (2008-2009) : Thomas Forrester (1re voix)

- Robbie Jones dans :
  - Les Frères Scott (2008) : Quentin Fields (17 épisodes)
  - Hawaii 5-0 (2013) : Josh Lowry (saison 3, épisode 14)

- Justin Deeley (en) dans :
  - 90210 Beverly Hills : Nouvelle Génération (2011-2012) : Austin Tallrigde (18 épisodes)
  - Drop Dead Diva (2013-2014) : Paul (26 épisodes)

- 1997-1999 : Sister, Sister : Tyreke Scott (RonReaco Lee) (29 épisodes)
- 1999-2001 : Un toit pour trois : Germ (Giuseppe Andrews) (13 épisodes)
- 2001-2002 : Sexe et Dépendances : Chau Presley (John Cho) (28 épisodes)
- 2001-2003 : Smallville : Pete Ross (Sam Jones III) (1re voix, saisons 1 et 2)
- 2003[3] : Hôpital central : Dylan Quartermaine (Scott Clifton)
- 2003 : Power Rangers : Force Cyclone : Blake Bradley / Ranger Tonnerre Marine (Jorgito Vargas Jr. (de)) (36 épisodes)
- 2003-2005 : Tout le monde aime Raymond : Peter MacDougall (Chris Elliott) (10 épisodes)
- 2003-2012 : Les Frères Scott : Ferguson « Fergie » Thompson (Vaughn Wilson) (45 épisodes)
- 2004-2006 : Roméo ! : Riley Morrison (Simeon Taole) (6 épisodes)
- 2005-2006 : Réunion : Destins brisés : Craig Brewster (Sean Faris) (13 épisodes)
- 2006-2007 : Newport Beach : Wayne Ward (Wayne Dalglish) (10 épisodes)
- 2007 : Skins : Josh Stock (Ben Lloyd-Hughes) (saison 1, épisodes 7 et 8)
- 2007-2009 : Retour à Lincoln Heights : Jarone (Myzel Robinson) (6 épisodes)
- 2007-2010 : Buzz Mag : Noah Jackson (Justin Kelly) (64 épisodes)
- 2007-2008 : Degrassi : La Nouvelle Génération : Damian Hayes (Mazin Elsadig (en)) (20 épisodes)
- 2008 : En analyse : Ian Weston (Jake Richardson (en)) (saison 1, épisode 31)
- 2008 : Les Mystères romains : Caudex (Jamie Baughan) (5 épisodes)
- 2008 : The Palace : Jimmy Clacy (Owain Arthur) (8 épisodes)
- 2008-2009 : American Wives : Logan Atwater (Paul Wesley) (5 épisodes)
- 2008-2009 : Head Case (en) : Ron Julio (Aris Alvarado) (17 épisodes)
- 2009-2010 : V : Brandon (Jesse Wheeler) (saison 1)
- 2009 : Lie to Me : Vas Belanov (Gene Farber) (saison 2, épisode 9)
- 2010 : Ghost Whisperer : Danny Seitz (Trevor Morgan) (saison 5, épisode 20)
- 2010-2011 : How to Make It in America : Tim (James Ransone) (7 épisodes)
- 2010-2012 : Les Sorciers de Waverly Place : Mason Greyback (Gregg Sulkin) (23 épisodes)
- 2011 : True Blood : Trevor (Chad Todhunter) (saison 4)
- 2011-2012 : Body of Proof : Mike Russell (Jake O'Connor) (saison 1, épisode 7), un garçon (Kevyn Ruiz) (saison 2, épisode 1), Thomas Loeb (Joey Adams) (saison 2, épisode 2) et Travis Pope (Paul David Story) (saison 2, épisode 16)
- 2011-2012 : The Borgias : Piero De Medici (Harry Taurasi) (4 épisodes)
- 2011-2013 : Boardwalk Empire : Lester White (Justiin A. Davis) (7 épisodes)
- 2012 : Being Human : Stu (Jay Baruchel) (saison 2, épisode 9)
- 2012-2013 : Cougar Town : Sig (Shawn Parikh) (7 épisodes)
- 2012 / 2015 : Glee : Phil Lipoff (Daniel Curtis Lee) (saison 4) et Roderick Meeks (Noah Guthrie) (12 épisodes)
- 2013 : Once Upon a Time : Michael Darling (James Immekus) (saison 3)
- 2013-2018 : Modern Family : Andy Bailey (Adam DeVine) (22 épisodes)
- 2014 : Star-Crossed : Grayson Montrose (Grey Damon) (13 épisodes)
- 2014 : The Strain : Crispin Elizalde (Francis Capra) (saison 1)
- 2014 : The Leftovers : Max (Danny Flaherty) (saison 1)
- 2014 : NCIS : Nouvelle-Orléans : ? ( ? ) (saison 1, épisode 3)
- 2014 : Journal d'une ado hors norme : Simmy (Nick Preston) (saison 2)
- 2014-2017 : Teen Wolf : Liam Dunbar (Dylan Sprayberry) (49 épisodes)
- 2015 : Parks and Recreation : Roscoe Santangelo (Jorma Taccone) (saison 7)
- 2015-2016 : The Originals : Tristan De Martel (Oliver Ackland) (saison 3)
- 2015-2016 : Good Girls Revolt : Ned Stockton (Michael Oberholtzer) (9 épisodes)
- 2015-2016 : Between : Adam Jones (Jesse Carere (en)) (12 épisodes)
- 2015-2017 : Red Oaks : Wheeler (Oliver Cooper (en)) (25 épisodes)
- 2015-2018 : Sense8 : Felix Berner (Max Mauff) (17 épisodes)
- 2016 : Vinyl : Clark Morelle (Jack Quaid) (10 épisodes)
- 2016 : Frankenstein Code : Garrett (Jesse Irving) (épisodes 8 à 11)
- 2016 : Gilmore Girls : Une nouvelle année : Robert Grimaldi (Nick Holmes) (mini-série)
- 2016 : The Level (en) : Tate Le Saux (Cian Binchy) (6 épisodes)
- 2016-2020 : Vikings : Hvitserk Ragnarsson (Marco Ilsø) (49 épisodes)
- 2017 : Twin Peaks : Ray Monroe (George Griffith) (saison 3)
- 2017 : The Long Road Home (en) : Jassim Al-Lani (Darius Homayoun) (mini-série)
- 2018 : La Foire aux vanités : George Osborne (Charlie Rowe) (mini-série)
- 2018 : Everything Sucks! : Cedric Williams (Jalon Howard) (6 épisodes)
- 2018 : The Terror : Henry Peglar (Kevin Guthrie) (saison 1)
- 2018 : Quantico : Jangdeep « Deep » Patel (Vandit Bhatt (en)) (saison 3)
- 2018 : Poldark : Monk Adderley (Max Bennett) (saison 4)
- 2018-2020 : Les Nouvelles Aventures de Sabrina : Tommy Kinkle (Justin Dobies) (6 épisodes)
- 2018-2020 : Das Boot : Frank Strasser (Leonard Scheicher) (16 épisodes)
- 2019 : La Fabuleuse Madame Maisel : Alan (Devon Bostick) (saison 3)
- 2019 : The Society : Harry Bingham (Alex Fitzalan) (10 épisodes)
- 2019 : Curfew (en) : Roman Donahue (Ike Bennett) (8 épisodes)
- 2019 : Godfather of Harlem : Richie Zambrano (Louis Cancelmi (en)) (saison 1, épisode 1)
- 2019-2020 : Trinkets : Brady Finch (Brandon Butler (en)) (19 épisodes)
- 2019-2020 : Suburra, la série : Alex (Alessandro Proietti) (14 épisodes)
- 2019-2020 : Los Angeles : Bad Girls : Nico Perez (Joshua Alba) (12 épisodes)
- 2019-2021 : American Housewife : Lonnie (Matt Shively) (9 épisodes)
- 2019-2021 : The Morning Show : Sean (Augustus Prew) (9 épisodes)
- 2019-2023 : Wu-Tang: An American Saga : Steve Rifkind (Jake Hoffman) (9 épisodes)
- 2020 : Le Nouveau Muppet Show (en) : Howard (Bill Barretta) (voix), Artoun (Artoun Nazareth), le livreur de pizza (Al Madrigal (en)) et Eddie (Edward Mamere)
- 2020 : Brews Brothers (en) : Wilhelm Rodman (Alan Aisenberg (en)) (8 épisodes)
- 2021 : Lucifer : Rob Daniell (Peter Lindstedt) (saison 6, épisode 4)
- 2021 : The Silent Sea : E1 (Cha Rae-hyung) (8 épisodes)
- 2021 : Young Rock : Gabe (Taj Cross) (saison 1)
- 2021 : Post mortem : Personne ne meurt à Skarnes (en) : Odd Hallangen (Elias Holmen Sørensen (no))
- 2021-2023 : Grey's Anatomy : Station 19 : Maddox (Shane Hartline) (12 épisodes)
- 2022 : Pistol : Glen Matlock (Christian Lees) (mini-série)
- 2022 : Reboot : Zack Jackson (Calum Worthy) (8 épisodes)
- 2022 : The White Lotus : Jack (Leo Woodall) (saison 2)
- 2022-2023 : The Rookie : Le Flic de Los Angeles : Wesley Evers (Shawn Ashmore) (2e voix, saison 5)
- 2023 : Bosch: Legacy : Brad Landreth (Eddie Yu) (saison 2)
- 2023 : La Vie mensongère des adultes : Corrado (Giuseppe Brunetti) (mini-série)

#### Séries d'animation
- 1999 : Hercule : Télémaque (épisode 48)
- 2000-2001 : Digimon Adventure 02 : Davis Motomiya, Daemon (1re voix), Halsemon
- 2001-2002 : Digimon Tamers : le narrateur
- 2007 : Iggy Arbuckle : Iggy Arbuckle
- 2007-2015 : Phinéas et Ferb : Ferb Fletcher (1re voix, saisons 1 à 4)
- Années 2010 : Thomas et ses amis : James
- 2010 : La Panthère rose et ses amis : Fourmi rouge
- 2011 : Chris et Mas : La Fabrique du père Noël : Chris
- 2012-2014 : La Légende de Korra : Tahno[4]
- 2015 : F Is for Family : Bolo
- 2017-2021 : La Bande à Picsou : Mark Beaks
- 2018 : Sirius the Jaeger (en) : Major Iba
- 2018 : Hero Mask : Edmond Chandler
- 2018-2019 : Captain Tsubasa : Mamoru Izawa
- 2018-2020 : She-Ra et les Princesses au pouvoir : Flechdor
- 2020 : Chien Pourri : Mimi et Vivi (création de voix)
- 2020-2022 : Duncanville : Yangzi
- 2021 : Maya, princesse guerrière (en) : Couteaux, Égide et Lance (mini-série)
- 2022 : Kakegurui Twin : Kanade Musubi
- 2022 : Baby Boss : Retour au Berceau : Pip
- 2022 : 86: Eighty-Six : Erwin Marcel
- 2022 : Little Demon (en) : Bennigan
- 2022 : Coma héroïque dans un autre monde : Edgar
- 2022 : Urusei Yatsura : Tobimaro (1re voix, saison 1)
- 2023 : Maniac par Junji Itō : Anthologie Macabre : Koizumi

### Jeux vidéo
- 2010 : Skate 3 : Chris Haslam
- 2012 : Ben 10: Destroy All Aliens, le jeu : Cash
- 2014 : Watch Dogs : voix additionnelles
- 2016 : Watch Dogs 2 : voix additionnelles
- 2017 : Lego Marvel Super Heroes 2 : Spider Man
- 2017 : Star Wars Battlefront II : voix additionnelles
- 2019 : Apex Legends : Mirage
- 2019 : Days Gone : Wade Taylor
- 2020 : Watch Dogs: Legion : Nathaniel et voix additionnelles
- 2021 : Marvel's Avengers : Spider-Man (DLC : Spider-Man)
- 2022 : Dying Light 2 Stay Human : ?
- 2022 : Horizon Forbidden West : Drakka
- 2023 : Call of Duty: Modern Warfare III : ?

### Publicités
- La Banque postale pour les jeunes : William
- La banque postale : Julien
- Red bull